# Mission France, la croisade de l'abondance

Mission France, la croisade de l'abondance est un documentaire historique réalisé par le cinéaste français Henry Colomer en collaboration avec l'INA et sorti en 2018,.

## Synopsis
Dans l'Europe de l'après-guerre, l’aide économique des États-Unis, à travers le Plan Marshall, s’accompagne de la plus impressionnante campagne de propagande jamais mise en œuvre en temps de paix. Des conseillers et des spécialistes américains sont envoyés en France pour changer la mentalité de sa société afin de la rendre plus productiviste et consommatrice à l'aide de centaines de courts métrages d'actualité réaliser par l'Agence d'information des États-Unis.

## Fiche technique
- Réalisation : Henry Colomer
- Montage : Stéphane Foucault
- Musique originale : Jacopo Baboni Schilingi
- Production : INA - Institut National de l'Audiovisuel

## Réception
Télérama salue un documentaire minutieux qui montre des images d'archives rares.

## Autre
Le 20 juin 2018, l'Institut Interdisciplinaire d'Anthropologie du Contemporain (IIAC, actuel LAP : laboratoire d'anthropologie politique) organise une séance visionnage suivi d'un débat animé par Pierre Alphandéry autour du documentaire.